# エカテリーナ・ダーシュコワ
エカテリーナ・ロマノヴナ・ダーシュコワ公爵夫人（Екатерина Рома́новна Дашкова、Princess Ekaterina Romanovna Dashkova、1744年3月17日（グレゴリオ暦3月28日） - 1810年1月4日（グレゴリオ暦1月16日））は、ロシア帝国の貴族。
ロシア皇帝エカテリーナ2世の最も親しい友人であり、ロシアにおける主要な啓蒙主義者の一人。ロシア科学アカデミー院長、ロシア・アカデミー総裁として、エカテリーナ2世統治下のロシアにおいて文化・教育・科学政策を主導した。なお、日本語での表記は、「ダーシュコワ」の他、「ダーシュコヴァ」、「ダーシコワ」などがある。なお、エカチェリーナ2世と同名であり、当然、正式な発音は同じく「エカチェリーナ」である。

## 生い立ち
1744年3月17日、エカテリーナ・ヴォロンツォワ、後のエカテリーナ・ダーシュコワ公爵夫人は、ロマン・ヴォロンツォフ伯爵、マルファ・スミルナ夫妻の三女として生まれる。ヴォロンツォフ伯は元老院議員を務め、シベリアの富豪の家の出であるマルファ夫人を娶り金融業を営み、「大ポケットのロマン」の異称を持っていた。聡明な人物であったが、当時のロシアにおけるフリーメイソン（ロシア語ではマソンストヴォ）の中核メンバーでもあったことから世評は芳しくなく、強欲・変人と見なされていた。ロマンの弟でダーシュコワの叔父に当たるミハイル・イラリオノヴィッチ・ヴォロンツォフは、親仏派の政治家で、副宰相を経て、宰相にまで上り詰める。兄アレクサンドル・ヴォロンツォフは、商務長官、弟セミョーンは駐英大使をそれぞれ務めた。また、二人の姉マリアとエリザヴェータ・ヴォロンツォヴァ（通称リーザ、後述）は、女官として宮廷に仕えた。
2歳の時に母マルファが亡くなり、ダーシュコワは叔父ミハイルの屋敷で養育され、フランス語、イタリア語、ドイツ語、ラテン語、音楽、絵画に関して高い教育を受けた。若い頃から男勝りの才能と性格を発揮し、これが彼女の非凡な一生を形成した。12歳の時、麻疹にかかり郊外の別荘に隔離され、読書に没頭するようになる。数学を好んだ他、ベール、モンテスキュー、ヴォルテール、ヘルヴェティウス（w:Claude Adrien Helvétius）らの著作を好んで読み耽った。少女時代に宮廷に参内を許され、皇太子妃エカテリーナ・アレクセーエヴナ大公妃（後のエカテリーナ2世）と出会い、その一党の主要な一員となった。1752年2月、16歳を迎える前にリューリク朝以来の伝統を誇る名門貴族のミハイル・ダーシュコフ公爵と結婚し、モスクワに移った。二人の間には、長男ミハイル、長女アナスタシア、次男パーヴェルの二男一女が生まれた。1762年、サンクトペテルブルクに移る。

## エカテリーナ2世のクーデター
ダーシュコフ公爵は、オラニエンバウム（現・ロモノーソフ）にあった皇太子夫妻の別荘の警護を担当する近衛士官であった。その関係から、ダーシュコワ夫人は当時皇太子妃であったエカテリーナ2世の知遇を得、親しく政治論、社会論、芸術論を闘わせる無くてはならない間柄になる。一方でダーシュコワ夫人の実家ヴォロンツォフ伯爵家は、宰相ベストゥージェフ＝リューミン伯爵の失脚、エリザヴェータ女帝の崩御と、ピョートル3世の即位に前後して、叔父ミハイル・ヴォロンツォフが宰相に就任、ダーシュコワの姉でピョートル3世の情人であったエリザヴェータ・ヴォロンツォヴァは女官長となり、皇后エカテリーナとその一派を凌駕する勢いであった。一門あげてピョートル3世支持派となったヴォロンツォフ家の中にあって、ダーシュコフはただ一人、皇后エカテリーナに忠誠を誓う。
ダーシュコワは同志を募り、青年将校の中心であったオルロフ兄弟を取り込むことに成功した。1762年6月27日、同志であったパセク大尉が逮捕されたことをきっかけとして、皇后派はグリゴリー・オルロフを中心にクーデターを敢行。6月28日、エカテリーナ2世即位を宣言する。女帝の登極に大きな役割を果たしたダーシュコワ夫人は、女帝から2000ルーブルの年金と農民600名を下賜される。ピョートル3世に忌避され、在外勤務をしていた夫ダーシュコフ公爵も帰国を許され、准将に昇進、侍従に任命された。当時、ダーシュコワはシュヴァロフ伯爵をして、「19歳の女性が我が国の政府を変えた」と絶賛させるに至った。

## 外国遍歴
ダーシュコワと女帝との関係は、ダーシュコワが忠実に献身し続けたにもかかわらず、次第にぎくしゃくした物になった。両者の不協和音の最初の原因は、7月8日のピョートル3世の殺害である。先帝殺害にダーシュコワは大きな衝撃を受ける。この事件を契機にオルロフ兄弟との関係が悪化した。9月22日のエカテリーナ2世の戴冠式に伴い、同日付けでダーシュコワは最高女官長に任命される。しかし、女帝の情人で宮務官として実力者となったグリゴリー・オルロフ公爵に対して嫌悪の念を隠しきれず、クーデター直後で宮廷内の混乱を避けようとする女帝にも失望する。
1764年、夫ダーシュコフ公はポーランド派遣軍司令官となるが、8月17日赴任先のポーランドで急死する。ダーシュコワはショックで倒れ、左半身麻痺が残った。ダーシュコワには負債が残された。女帝から負債処理のため世襲領地売却の勅許が降りるが、寵臣に対する厚遇と比較して余りの不遇にダーシュコワは激怒し、領地であるモスクワ近郊トロイツコエ村に下り、公爵家の再建に取り組み1769年に完済する。
この間、1768年に自身と二人の子供の転地療養を名目に西欧旅行を請願する。翌年9月勅許を得たダーシュコワは、12月サンクトペテルブルクを発ち、ミハルコワ夫人の変名で第一回西欧旅行に出発した。1770年プロイセン王国のフリードリヒ2世と会見する。保養地のスパーで療養中、イギリス・スコットランドのモーガン夫人、ハミルトン夫人と交友を持つ。大陸から渡英しロンドン、バース、ブリストル、を経てオックスフォードに赴き、オックスフォード大学でブリタニカ大事典を閲覧し羨望する。11月大陸に戻り、パリでドニ・ディドロと会う。ディドロは「ダーシュコワ夫人は全く美人ではない」「当時27歳の彼女が40歳くらいに見えた」と容貌については、辛辣に語っている。しかし「話すときは率直で、力強く、説得力がある。正義を重んじ、尊厳を尊ぶ。芸術を理解し、人間をよく理解し、祖国の窮状を知り、圧制とあらゆる暴虐を強く憎む」と彼女の内面を絶賛している。南仏でハミルトン夫人一家と過ごした後、1771年にスイスに行き、ヴォルテールと会い、彼にも賞賛された。ハミルトン夫人と別れ、9月末頃サンクトペテルブルクに戻る。
帰国後、エカテリーナ2世から7万ルーブルを下賜されるが、これには、ディドロ、ヴォルテールがダーシュコワを褒めたことと、女帝の愛人であったグリゴリー・オルロフ公爵の失墜が影響したと考えられる。しかし、1773年、ニキータ・パーニン伯爵の皇太子パーヴェル・ペトロヴィチ大公擁立未遂事件に関し、計画合意書に署名していたため、1775年まで領地で逼塞を余儀なくされる。このため、1773年9月に訪露したディドロとは会見できなかった。1775年次男パーヴェル・ダーシュコフの教育を名目で外遊許可を請願する。1776年秋、パーヴェルはエディンバラ大学に入学。ダーシュコワはパーヴェルの教育環境を整え、デービッド・ギャリック（David Garrick） 、ウィリアム・ロバートソン（William Robertson）らに息子の教育を任せた。ダーシュコフ自身息子以上に英国市民社会の理念に影響を受け大学の自治や学問の自由について身をもって知ることになる。

## 2つのアカデミーの指導者
1782年に帰国したダーシュコワは、1774年にエカテリーナと結婚していたと伝えられるグリゴリー・ポチョムキン公爵を通じて女帝に拝謁する。次男パーヴェルは将校に任官し、ポチョムキンの副官として南ロシアに赴任する。1783年1月24日、ダーシュコワ夫人は女帝エカテリーナ2世によって、サンクトペテルブルク科学アカデミー院長（総裁はキリル・ラズモフスキー伯爵）に任命される。科学アカデミー院長として、ダーシュコワは、アカデミーにおける学者の優位を確認するとともに、帝国に研究成果を普及することを方針とする。財政再建と出版活動の活性化にも力を注ぎ、レオンハルト・オイラーの論文集や教科書、地図、ロモノーソフ全集を出版し、廉価で販売したため、約16万ルーブルの黒字を生んだ。この資金を元に学者のための基金を創設。さらに幾何学、力学、化学、地理学、博物学の公開講座を開催し、下級貴族や下士官を中心とする各層に門戸を開いた。
1783年夏、参内したダーシュコワは女帝にロシア語研究の必要性を言上して同意を得、その場でロシア・アカデミーの創設と総裁就任を打診される。9月30日ロシア・アカデミーが設立され、ダーシュコワは同アカデミー総裁に就任、科学アカデミー院長を兼任し、ロシア帝国の二つのアカデミーの長として、ロシアの教育、文化、科学政策の総責任者となる。ダーシュコワは、科学アカデミー書記で言語学に精通していたイワン・レピョーヒンをロシア・アカデミー常任書記に任命し、実務における補佐役とした。10月21日、ロシア・アカデミー設立総会が開かれ、同アカデミーは、ロシア語文法研究、ロシア語辞典作成等を目的とすることを決定した。ロシア語辞典作成において、ダーシュコフ自身も3文字担当することになったが、配列を巡り紛糾する。アカデミー側は語源を同一とする学術的配列を主張したのに対して、女帝周辺は、アルファベット順を主張した。結局、この問題は、アカデミー側が1778年エカテリーナ2世のクリミア行幸中に、ロシア語配列を決定し解決する。1793年ロシア・アカデミー辞典（全6巻）が完成する。

## 追放、そして遺産
1789年、フランス革命が勃発し、女帝との間に言論の自由をめぐり亀裂が生じるようになる。1793年、雑誌「ロシア演劇」をめぐり女帝と対立したダーシュコワは、ロシア・アカデミー総裁辞職を願い出る。1794年、エカテリーナ2世はダーシュコフに対して、休暇を勅許する。この間、家庭的にも長女アナスタシアの負債問題や、将来を期待した息子パーヴェルの結婚問題などに忙殺される。また1791年、パーヴェルの引き立て役だった英雄ポチョムキンが死去、兄で商務長官のアレクサンドル・ヴォロンツォフもアレクサンドル・ラジーシチェフの逮捕・流刑が元で政界を引退するなど彼女の政治的基盤も揺れ動いた。そして1796年11月6日、エカテリーナ2世が崩御し、パーヴェル1世が即位する。パーヴェル1世は、ダーシュコワを正式に解任すると共に、ノヴゴロド県の息子の所領に蟄居を命じる。1801年、パーヴェル1世が暗殺され、アレクサンドル1世が即位する。祖母エカテリーナに薫陶されたアレクサンドル1世は、ダーシュコワの復帰を要請するが、ダーシュコワは、高齢と健康状態を理由に固辞した。同年7月最高女官長として、アレクサンドル1世の戴冠式に列席した後、公職から退く。その後は、雑誌「啓蒙の友」にロシヤンカ（ロシア女）のペンネームで寄稿する傍ら、造園をもっぱら趣味とした。
1803年、親友ハミルトン夫人の姪、マーサ・ウィルモット（マーサ・ブラッドフォード）がダーシュコワの元を訪問し、後にマーサの姉であるキャサリンとともに1808年まで滞在した。1804年、姉妹の勧めで回想録を執筆する。1806年1月、息子パーヴェル・ダーシュコフ公爵に先立たれる。1807年、ダーシュコワは、父ロマンの末弟・イワンの孫のイワン・イラリオノヴィッチをダーシュコフ家の相続人とし、アレクサンドル1世の勅許を得てイワンは、ヴォロンツォフ＝ダーシュコフ姓を名乗る。1810年1月4日死去。
1840年、マーサ・ブラッドフォード夫妻は、ダーシュコワ回想録をロンドンで出版する。1859年、ダーシュコワ回想録のロシア語版がアレクサンドル・ゲルツェンによって出版される。ゲルツェンは、回想録序文でダーシュコワをエカテリーナ2世と並ぶ偉大な女性として、賞賛している。